# Sigillo di Mindaugas

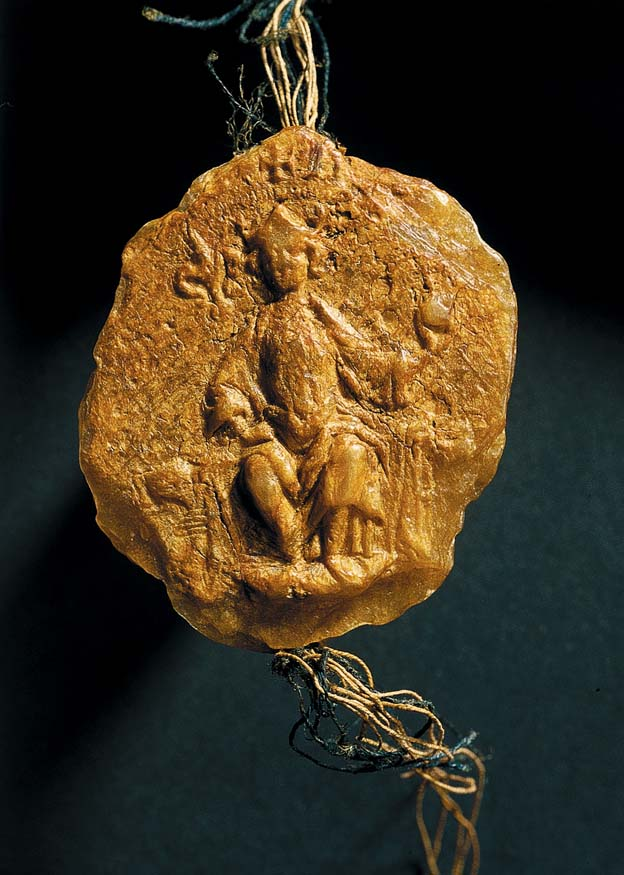
Falso sigillo di Mindaugas

Il sigillo di Mindaugas (in lituano: Mindaugo antspaudas) è un'insegna medievale apposta su un atto datato ottobre 1255 da Mindaugas, re di Lituania, in cui concesse la Selonia ai cavalieri teutonici. È in corso un dibattito accademico per determinare l'autenticità dello scritto e del sigillo, in quanto potrebbe trattarsi di un falso storico creato dai tedeschi. Se fosse autentico, si tratterebbe allora dell'unica rappresentazione iconografica coeva ad oggi sopravvissuta di Mindaugas. Trattandosi del reperto più prezioso rinvenuto relativo alla Lituania della metà del XIII secolo, il sigillo costituiva il pezzo pregiato di una mostra speciale organizzata dal museo nazionale della Lituania nel 2003 per commemorare il 750º anniversario dell'incoronazione di Mindaugas.

## Atto e sigillo
Nel corso di una guerra intestina avvenuta nel 1250, Mindaugas si alleò con l'ordine di Livonia e i cavalieri teutonici. Con l'aiuto degli ordini sconfisse i suoi nemici, si convertì al cristianesimo e fu incoronato re di Lituania nel 1253. Per il supporto ricevuto, Mindaugas concesse varie terre ai cavalieri nel 1253, 1255, 1257, 1259, 1260 e 1261. Questi sei atti hanno suscitato molte controversie e dibattiti tra gli storici moderni in relazione alla loro autenticità. Solo un documento, quello dell'ottobre del 1255 riguardante la Selonia, è pervenuto con il sigillo di Mindaugas e viene per altro menzionato da papa Alessandro IV in una bolla pontificia datata 13 luglio 1257, evento che accerta il trasferimento territoriale. Una trascrizione e una descrizione dettagliata del sigillo furono fatte nel maggio 1393 da un legato pontificio. La descrizione del 1393 fornisce informazioni interessanti, mentre un solo passaggio è risultato controverso e riguarda la stringa che lega il sigillo alla pergamena: secondo lo scritto infatti, la stringa era bianca e gialla, quando invece oggi la si può ammirare in bianca e blu. Il documento originale è conservato presso l'Archivio segreto di Stato prussiano.

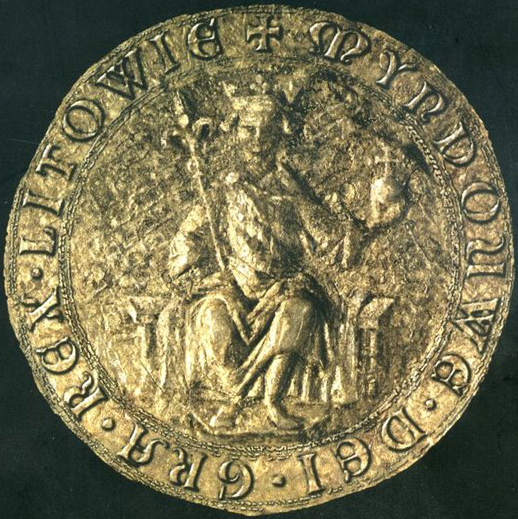
Ricostruzione di un falso sigillo con iscrizione secondo la descrizione del 1393

Il sigillo ha un diametro di circa 85 mm, ma la dimensione esatta è impossibile da determinare perché i bordi sono scheggiati. Esso raffigura il sovrano seduto sul suo trono, coperto da un cuscino o da un tessuto. Il sovrano indossa un mantello reale e una corona, reggendo con il braccio destro regge uno scettro decorato con un grande giglio, con il sinistro invece un globo crucigero. Il campo vuoto attorno alla figura è decorato con un reticolo gotico a forma di diamante, in cui c'è una piccola croce nel mezzo di essi. I caratteri riportati sulla parte esterna del sigillo, i quali dovevano riportare probabilmente il nome e il titolo di Mindaugas, sono quasi completamente cancellati. Gli unici dettagli visibili sono una minuscola croce, che indica l'inizio del testo della legenda, e una lettera: su quest'ultima, le principali ipotesi storiografiche indicano che si trattasse della M, della D o SI. Secondo la descrizione del 1393, quando la legenda era ancora intatta, si leggeva + MYNDOUWE DEI GRA REX LITOWIE (Mindaugas per grazia di Dio Re di Lituania).

## Storiografia

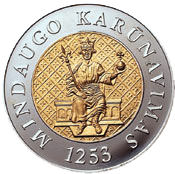
Moneta commemorativa da 200 litas emessa nel 2003 e con l'immagine ricostruita del sigillo di Mindaugas (di Petras Repšys)

Già all'inizio del XIX secolo, lo storico tedesco Ernst Hennig sollevava dubbi sull'autenticità dell'atto. Lo storico polacco Juliusz Latkowski, a tal proposito, ha elaborato una teoria secondo la quale il documento fu realizzato intorno al 1392-1393, quando la Samogizia era contesa tra Stato monastico e Granducato di Lituania, mentre il sigillo era autentico e ripreso da un altro documento da Mindaugas per apporlo sullo scritto incriminato. Quest'ipotesi è avvalorata dal fatto che la cera utilizzata per fissare il sigillo alla pergamena è di colore differente. Wojciech Kętrzyński ha prestato particolare attenzione al fatto che la legenda del sigillo con il nome e il titolo di Mindaugas è quasi completamente cancellata, mentre il resto del sigillo e l'atto sono generalmente ben conservati: ciò gli ha permesso di giungere alla conclusione che la parte esterna fu rovinata di proposito. Inoltre, sempre secondo la medesima ricostruzione, l'atto sarebbe stato forgiato mentre Mindaugas era in vita e il sigillo sarebbe appartenuto a una persona completamente diversa, forse Magnus III di Svezia o Andrea II d'Ungheria. Antoni Prochaska ha respinto ogni dubbio sull'autenticità in base al fatto che l'atto viene citato in una bolla papale. Anche Karol Maleczyński ha respinto le ipotesi di falsificazione, obiettando che a un certo punto il sigillo dovette essersi staccato e poi apposto di nuovo: questo giustificherebbe le così diverse stringhe di colore e varianti di cera utilizzate per fissarlo. Lo studioso di araldica lituano Edmundas Rimša ha analizzato le caratteristiche estetiche del reperto prestando particolare attenzione al reticolo gotico, apparso nei sigilli reali europei solo nel XIV secolo. Pertanto, se si segue questa considerazione, si può comprendere la conclusione a cui giunge Rimša, il quale asserisce che il sigillo è un falso realizzato almeno 50 anni dopo la presunta data dell'atto.